# Sankt Hans Kirke (Flensborg)
 For alternative betydninger, se Sankt Hans Kirke. (Se også artikler, som begynder med Sankt Hans Kirke)
Sankt Hans Kirke er en tysk kirke i Flensborg og er indviet til Johannes Døberen. Den enskibede, romanske kampestenskirke fra 1100-tallet ligger i Flensborgs ældste del syd for Flensborg Fjord. 
I kirken findes en træfigur af Johannes Døberen fra 1500, renæssance-prædikestolen fra 1587, barokaltertavlen fra 1734 og den sengotiske marmordøbefont fra Namur i Belgien fra 1592.
Flere kalkmalerier viser scener fra evangelier og Jesu stamtræ. Der findes også et kalkmaleri med våbenskjoldet for kong Hans, i hvis regeringstid kirken fik sin nuværende skikkelse.